# Ким Джунмён
Ким Джунмён (кор. 김준면, кит. 金俊勉, англ. Kim Jun Myeon; род. 22 мая 1991 в Сеуле, Республика Корея); также известен под псевдонимом Сухо (кор. 수호, англ. Suho) — южнокорейский певец, танцор и актёр. Является участником южнокорейско-китайского бойз-бенда EXO и её подразделения Exo-K. 30 марта 2020 года дебютировал сольно с мини-альбомом Self-Portrait. Помимо деятельности своей группы, Сухо также снялся в различных телевизионных дорамах и фильмах, таких как «Поездка в один конец» (2016), «Звезда вселенной» (2017) и «Богатый мужчина» (2018).

## Биография

### Ранняя жизнь
Сухо родился в Сеуле и живёт в районе Апкучжон со своей семьей. В юности Сухо был президентом класса в начальной школе и заместителем председателя студенческого корпуса своей школы. Он окончил престижную среднюю школу Whimoon, где он преуспел в учёбе.
Сухо стал стажером SM Entertainment по системе отбора в 2006 году, когда ему было 16 лет. В 2007 году он был снят с эпизодической роли в фильме с Super Junior Покушение на золотых мальчиков.

### 2012—2014: Начало карьеры

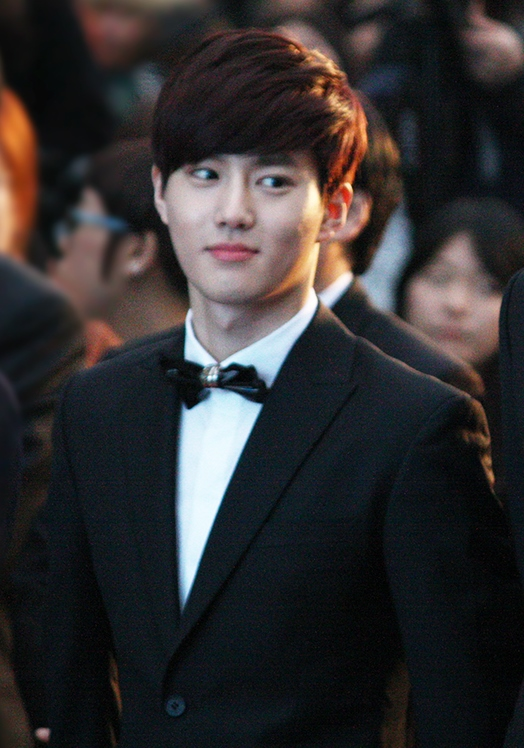
Джунмён в 2014 году

Сухо был представлен в качестве десятого члена EXO 15 февраля 2012 года. Группа дебютировала в апреле 2012 года с мини-альбомом MAMA с ним в качестве их лидера.

В 2013 году Сухо озвучил главного героя Бернарда для корейского дубляжа анимационного мультфильма, Спасти Санту. Он также записал оригинальный саундтрек фильма с тем же именем с Чон Ын Чжи из A Pink.
В феврале 2014 года Сухо стал постоянным ведущим еженедельного музыкального шоу Inkigayo вместе с другим членом EXO Бэкхёном, Кванхи из ZE:A и актрисой Ли Ю-Би. Сухо и Бэкхён покинули пост в ноябре 2014 года, чтобы сосредоточиться на выпуске второго студийного альбома EXO Exodus.

### 2015—2019: Актерская деятельность и мюзиклы
В январе 2015 года он снялся в голографическом мюзикле, School OZ, сыграв персонажа Ганса вместе с коллегами по лейблу Чханмином, Км, Луной, Сюмином и Сыльги. В апреле 2015 года он был постоянным участником в реалити-шоу Fluttering India, где они исследовали несколько мест в Мумбаи, Индия.

В марте 2016 года сухо дебютировал на большом экране в инди-фильме Поездка в один конец, премьера которого состоялась на 20-м Международном кинофестивале в Пусане. В апреле 2016 года он был подтвержден в главной роли в веб-дораме Как поживаешь хлеб?. Сериал был выпущен в Корее и Китае. В июле 2016 года Сухо и Чен выпустили песню под названием «Beautiful Accident» в качестве оригинального саундтрека к одноименному китайскому фильму.

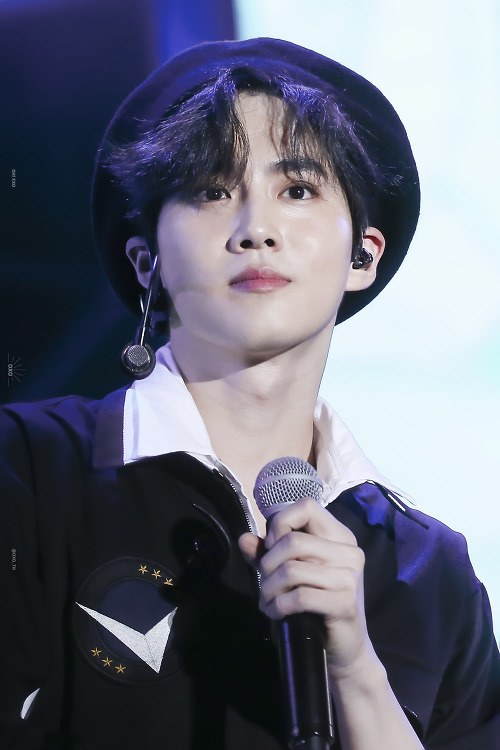
Сухо на Asia Song Festival, сентябрь 2017 года.

В январе 2017 года Сухо снялся в главной мужской роли в дораме Звезда Фантазий, входящей в драматическую трилогию «Три Цвета Фантазий». Он также записал оригинальный саундтрек под названием «Starlight» для дорамы. В феврале 2017 года Сухо сотрудничал с джазовым пианистом Сон Ён Чжу с «Curtain», последнем сингле из первого сезона проекта Station. В сентябре 2017 года было подтверждено, что Сухо будет ведущим персонажем фильма Отличница из средней школы.
В марте 2018 года Сухо сотрудничал с Чжан Джейн и выпустил два сингла «Dinne» и «Do You Have a Moment». В мае 2018 года Сухо вернулся на маленький экран с южнокорейской адаптацией японской дорамы 2012 года Богатый мужчина, бедная женщина. Он играл роль основателя IT-компании, которая была сыграна Сюна Огури в оригинале. В июле-августе Сухо снялся в мюзикле Человек, который смеется, сыграв роль Гуинплейн, чистого персонажа, у которого есть лицо монстра. Он получил стоячие овации и положительные отзывы за свою роль от зрителей в первый день мюзикла.
28 октября 2019 года вышел VR-фильм «Настоящее», в котором Сухо сыграл роль молодого предпринимателя Ха Ныля вместе с такими актерами, как Шин Ха Гюн и Ким Сыль Ги.

### 2020—н.в: Сольный дебют и военная служба
30 марта 2020 года Сухо выпустил свой дебютный мини-альбом Self-Portrait
и его ведущий сингл «Let’s Love».
14 мая Сухо был зачислен в армию на государственную службу. Он вернулся из армии 13 февраля 2022 года.
10 марта 2022 года было подтверждено, что Сухо выпустит свой второй мини-альбом Grey Suit и одноименный ведущий сингл 4 апреля, что станет первым возвращением после его увольнения из армии.
23 октября тайский актер и певец Мью Суппасит выпустил свой сингл «Turn Off The Alarm», созданный в сотрудничестве с Сухо. 27 октября Сухо выпустил «Call me a Freak», сингл из оригинального саундтрека к корейскому телесериалу «Плохой прокурор», в котором снялся его коллега по EXO D.O.
В марте 2023 года стало известно, что Сухо получил главную роль в южнокорейской музыкальной постановке «Моцарт!», которая будет проходить с июня по август в сеульском Седжон Центре.
В августе 2023 года Сухо вернулся на маленький экран в телесериале канала JTBC «За твоим прикосновением» в качестве одного из ведущих актеров. Затем 23 октября 2023 года он появился в эпизодической роли камео в последнем эпизоде второго сезона сериала «Хроники Асдаля» на телеканале tvN.
В январе 2024 года было подтверждено, что Сухо сыграет главную роль в сериале канала MBN «Наследный принц исчез», который вышел на экраны 13 апреля 2024 года. Он также записал песню «Love You More Eventually» (кор. 아스라이, 더 가까이) для саундтрека к сериалу.
В мае 2024 года Сухо анонсировал свой третий мини-альбом под названием 1 to 3, а также два сингла, один из которых имеет то же название, а другой - Cheese с коллегой по лейблу Wendy, который выйдет 31 мая.

## Личная жизнь
В 2009 году Сухо начал посещать Корейский национальный университет искусств, однако в 2011 году он ушел из него и продолжил свое образование в Кибер Университете Кёнхи вместе с другими членами EXO Чанёлем и Бэкхёном. Там он брал уроки для отдела культуры и искусств делового администрирования.

## Благотворительность
С 2019 года Сухо регулярно жертвует свои личные вещи на аукционы, проводимые Shiny Foundation, благотворительной организацией, основанной семьёй Джонхёна из SHINee.
Сухо входит в список доноров, пожертвовавших более 50 миллионов вон ($38 294,74) в больницу Сеульского национального университета.
В апреле 2024 года Сухо вместе с несколькими южнокорейскими артистами принял участие в благотворительном мероприятии Green Heart Bazaar, организованном ЮНИСЕФ в Корее для помощи палестинским детям в секторе Газа, пострадавшим от войны между Израилем и ХАМАС.

## Дискография

### Мини-альбомы
| Название      | Детали                                                                                                | Пиковые позиции | Пиковые позиции | Пиковые позиции | Продажи                                                       | Сертификация     |
| Название      | Детали                                                                                                | KOR             | JPN             | US World        | Продажи                                                       | Сертификация     |
| ------------- | --- | --------------- | --------------- | --------------- | ------------------------------------------------------------- | ---------------- |
| Self-Portrait | - Релиз: 30 марта 2020 года (KOR) - Лэйбл: SM Entertainment - Формат: CD, digital download, streaming | 1               | 26              | 13              | - KOR: 290,338 - CHN: 128,146 - JPN: 2,227 (физ.) - US: 1,000 | - KMCA: Platinum |
| Grey Suit     | - Релиз: 4 апреля 2022 года (KOR) - Лэйбл: SM Entertainment - Формат: CD, digital download, streaming | 2               | 12              | —               | - KOR: 211,107 - JPN: 5,052 (физ.)                            |                  |
| 1 to 3        | - Релиз: 31 мая 2024 года (KOR) - Лэйбл: SM Entertainment - Формат: CD, digital download, streaming   | TBA             | TBA             | TBA             | TBA                                                           | TBA              |

### Песни
| Название | Год                | Высшая позиция     | Высшая позиция     | Высшая позиция     | Продажи (DL)       | Альбом                             |
| Название | Год                | KOR Gaon           | KOR Hot            | US World           | Продажи (DL)       | Альбом                             |
| Как ведущий артист | Как ведущий артист | Как ведущий артист | Как ведущий артист | Как ведущий артист | Как ведущий артист | Как ведущий артист                 |
| --- | ------------------ | ------------------ | ------------------ | ------------------ | ------------------ | ---------------------------------- |
| «Let’s Love» | 2020               | 7                  | 19                 | 13                 | н/д                | Self-Portrait                      |
| «Grey Suit» | 2022               | —                  | —                  | —                  | н/д                | Grey Suit                          |
| «Hurdle» | 2022               | —                  | —                  | —                  | н/д                | Grey Suit                          |
| «1 to 3» (전선면) | 2024               | TBA                | TBA                | TBA                | TBA                | 1 to 3                             |
| «Cheese» (치즈) (совместно с Wendy) | 2024               | TBA                | TBA                | TBA                | TBA                | 1 to 3                             |
| Коллаборации |                    |                    |                    |                    |                    |                                    |
| «My Hero» (나의 영웅) (вместе с Итуком, Kassy & Чжо Ян-Су) | 2016               | 177                | —                  | —                  | н/д                | S.M. Station Season 1              |
| «Curtain» (커튼) (вместе с Сон Ён Чжу) | 2017               | 74                 | —                  | 16                 | - KOR: 70,125+     | S.M. Station Season 1              |
| «Do You Have A Moment» (실례해도 될까요) (вместе с Чжан Джейн) | 2018               | 91                 | —                  | —                  | н/д                | Non-album single                   |
| «Dinner» (вместе с Чжан Джейн) | 2018               | —                  | —                  | 11                 | н/д                | Non-album single                   |
| «Turn off the Alarm» (вместе с Мью Суппаситом) | 2022               | —                  | —                  | —                  | н/д                | Global Collaboration Project 2022  |
| Саундтреки |                    |                    |                    |                    |                    |                                    |
| «Saving Santa» (вместе с Чжан Джейн) | 2013               | —                  | —                  | —                  | н/д                | Saving Santa OST                   |
| «Beautiful Accident» (вместе с Ченом) | 2017               | —                  | —                  | —                  | н/д                | Beautiful Accident OST             |
| «Starlight» (낮에 뜨는 별) (feat. Remi) | 2017               | —                  | —                  | —                  | н/д                | The Universe's Star OST            |
| «Sedansogu» (세단소그) | 2020               | —                  | —                  | —                  | н/д                | How Are U Bread OST                |
| «Call me a freak» | 2022               | —                  | —                  | —                  | н/д                | Плохой прокурор OST                |
| «Forever» | 2023               | —                  | —                  | —                  | н/д                | Существо Кёнсона OST               |
| «Love You More Gradually» | 2024               | —                  | —                  | —                  | н/д                | Наследный принц исчез OST          |
| Другие песни, попавшие в чарты |                    |                    |                    |                    |                    |                                    |
| «Beautiful» | 2014               | 75                 | —                  | —                  | - KOR: 18,675      | Exology Chapter 1: The Lost Planet |
| «Playboy» | 2019               | —                  | —                  | —                  | н/д                | Exo Planet #4 — The EℓyXiOn [dot]  |
| «O2» | 2020               | 91                 | 39                 | —                  | н/д                | Self-Portrait                      |
| «Made in You» | 2020               | 75                 | 35                 | —                  | н/д                | Self-Portrait                      |
| «Starry Night» (암막 커튼) | 2020               | 100                | 43                 | —                  | н/д                | Self-Portrait                      |
| «Self-Portrait» (자화상) | 2020               | 88                 | 38                 |                    | н/д                | Self-Portrait                      |
| «For You Now» (너의 차례) (совместно с Юнха) | 2020               | 87                 | 42                 | —                  | н/д                | Self-Portrait                      |
| «Morning Star» | 2022               | —                  | —                  | —                  | н/д                | Grey Suit                          |
| «Decanting» | 2022               | —                  | —                  | —                  | н/д                | Grey Suit                          |
| «Bear Hug» (이리 溫) | 2022               | —                  | —                  | —                  | н/д                | Grey Suit                          |
| «Moment» (75분의 1초) | 2022               | —                  | —                  | —                  | н/д                | Grey Suit                          |
| «—» обозначает релизы, которые не попали в чарты или не были выпущены в данном регионе. Примечание: Billboard's China V Chart впервые был выпущен в ноябре 2015 года Alibaba Chart впервые был опубликован 31 июля 2016 года. |                    |                    |                    |                    |                    |                                    |

## Фильмография

### Фильмы
| Название                         | Год  | Роль            | Примечание       |
| -------------------------------- | ---- | --------------- | ---------------- |
| «Нападение на золотых мальчиков» | 2007 | Танцор          | Extra            |
| «Спасти Санту»                   | 2013 | Бернард (голос) | Корейской дубляж |
| «Поездка в один конец»           | 2016 | Сан У           | Главная роль     |
| «Ученица A»                      | 2018 | Хён Чже Хи      | Главная роль     |
| «Настоящий»                      | 2019 | Ха Ныль         | VR фильм         |

### Телесериалы
| Название                | Год  | Телеканал          | Роль      | Примечание            |
| ----------------------- | ---- | ------------------ | --------- | --------------------- |
| Для тебя во всём цвету  | 2012 | SBS                | Камео     | EXO-K; 2 эпизод       |
| Премьер-министр и я     | 2014 | KBS2               | Хан Тэвун | Камео; 10-12 эпизоды  |
| Звезда вселенной        | 2017 | MBC, Naver TV Cast | У Чжун    | Ведущая роль          |
| Богатый мужчина         | 2018 | Dramax, MBN        | Ли Ючан   | Ведущая роль          |
| За твоим прикосновением | 2023 | JTBC               | Ким Сону  | Одна из главных ролей |
| Хроники Асдала          | 2023 | tvN                | Арок      | Камео; 2 сезон        |
| Наследный принц исчез   | 2024 | MBN                | Ли Гон    | Ведущая роль          |

### Веб-сериалы
| Название            | Год  | Телеканал     | Роль    | Примечание                                    |
| ------------------- | ---- | ------------- | ------- | --------------------------------------------- |
| Мои соседи EXO      | 2015 | Naver TV Cast | Сухо    | Повторяющийся; вымышленная версия самого себя |
| Как поживаешь, хлеб | 2020 | Naver TV Cast | Хан Доу | Ведущая роль                                  |

### Теле-шоу
| Название                       | Год  | Телеканал     | Роль                      |
| ------------------------------ | ---- | ------------- | ------------------------- |
| Inkigayo                       | 2014 | SBS           | Со ведущий                |
| Трепещущая Индия               | 2015 | KBS           | Основной актёрский состав |
| Фестиваль песенного дуэта      | 2016 | MBC           | Участник                  |
| Корея с высоты птичьего полёта | 2017 | Naver TV Cast | С Сюмином, документальный |
| Однажды в стране чудес         | 2022 | SBS           | Член актёрского состава   |

## Театр
| Год        | Название                 | Роль                    | Примечание                           |
| ---------- | ------------------------ | ----------------------- | ------------------------------------ |
| 2015       | Школа Оз                 | Ганс                    | Голографический мюзикл; главная роль |
| 2017       | Последний поцелуй        | принц Рудольф           | Ведущая роль                         |
| 2018, 2020 | Человек, который смеется | Гуинплен                | Ведущая роль                         |
| 2023       | Моцарт!                  | Вольфганг Амадей Моцарт | Ведущая роль                         |

## Посол брендов
| Год  | Название                                                                   | Ист.   |
| ---- | -------------------------------------------------------------------------- | ------ |
| 2019 | Посол бренда Bvlgari                                                       | [ 56 ] |
| 2019 | Посол 13-го международного музыкального фестиваля в Тэгу                   | [ 57 ] |
| 2019 | Посол 7-го Всемирного фестиваля фильмов о животных в заливе Сунчхон        | [ 58 ] |
| 2019 | 4-й международный кинофестиваль и награды • Посол Макао (IFFAM)            | [ 59 ] |
| 2022 | Посол Сеульского Фонда социального обеспечения по связям с общественностью | [ 60 ] |
| 2022 | Посол бренда Anua Skincare                                                 |        |
| 2022 | Посол бренда Montes Wines                                                  | [ 61 ] |
| 2023 | Посол Университета Сунчонхян в области образовательных инноваций           | [ 62 ] |
| 2023 | Посол бренда BOSS                                                          | [ 63 ] |

## Награды и номинации
| Год  | Награда                                     | Категория                                   | Номинант/Работа                                | Результат |
| ---- | ------------------------------------------- | ------------------------------------------- | ---------------------------------------------- | --------- |
| 2016 | Click! StarWars TheFactNews Year-End Awards | Награда популярной звезде K-pop             | Сухо                                           | Победа    |
| 2018 | Melon Music Awards                          | Hot Trend Award                             | «Do You Have a Moment» (совместно с Ан Дже Ин) | Номинация |
| 2018 | Stagetalk Audience Choice Awards            | Лучший актёр-новичок — мюзикл               | Человек, который смеется                       | Победа    |
| 2018 | Yegreen Musical Awards                      | Лучший актёр-новичок                        | Человек, который смеется                       | Номинация |
| 2018 | Yegreen Musical Awards                      | Награда за популярность — актёр             | Человек, который смеется                       | Победа    |
| 2019 | Asia Culture Awards                         | Актёр-новичок                               | Человек, который смеется                       | Победа    |
| 2019 | Korea Musical Awards                        | Лучший актёр-новичок                        | Человек, который смеется                       | Номинация |
| 2019 | DIMF Awards                                 | DIMF PR Амбассадор                          | Сухо                                           | Победа    |
| 2019 | International Film Festival & Awards Macao  | В знак признательность                      | Сухо                                           | Победа    |
| 2019 | JIMFF Awards                                | Открытие года – актёр                       | Ученица «А»                                    | Победа    |
| 2020 | Gaon Chart Music Awards                     | Артист года — март                          | «Let's Love»                                   | Номинация |
| 2020 | Gaon Chart Music Awards                     | Премия MuBeat Global Choice Award – мужчина | Сухо                                           | Номинация |
| 2020 | Genie Music Awards                          | Артист года                                 | Сухо                                           | Номинация |
| 2020 | Golden Disc Awards                          | Главная награда (Disc Bonsang)              | Self-Portrait                                  | Номинация |
| 2020 | Melon Music Awards                          | Лучший рок                                  | «Let's Love»                                   | Номинация |
| 2020 | Melon Music Awards                          | Награда за популярность среди нетизенов     | Сухо                                           | Номинация |
| 2020 | Melon Music Awards                          | ТОП-10 артистов                             | Сухо                                           | Номинация |
| 2022 | Seoul Music Awards                          | Главная награда (Бонсан)                    | Сухо                                           | Номинация |
| 2022 | Seoul Music Awards                          | Награда за популярность                     | Сухо                                           | Номинация |
| 2022 | Seoul Music Awards                          | Награда K-wave Popularity                   | Сухо                                           | Победа    |
| 2023 | Asia Artist Awards                          | Награда за лучшую актерскую работу          | Сухо                                           | Победа    |
| 2023 | Asia Artist Awards                          | Награда за лучшие эмоции — актёр            | Сухо                                           | Победа    |
| 2023 | Asia Artist Awards                          | Награда за популярность — актёр             | Сухо                                           | Номинация |